# Arkus kosinus

Grafy funkcí arkus sinus a arkus kosinus

Arkus kosinus je jedna z cyklometrických funkcí, inverzní funkce k funkci kosinus. Obvykle se značí {\displaystyle \arccos x}, v anglické literatuře se taktéž používá {\displaystyle \operatorname {acos\,} x} či {\displaystyle \cos ^{-1}x}. Její hodnotou je úhel v obloukové míře (radiány) z intervalu {\displaystyle \langle 0,\pi \rangle }, jehož kosinus je {\displaystyle x}.

## Definice
Funkce {\displaystyle y=\arccos x} je inverzní k funkci {\displaystyle x=\cos y\;\left(0\leq y\leq \pi \right)}; je definována pro {\displaystyle x\in \langle -1,1\rangle }.

## Vlastnosti
| Značení:         | {\displaystyle y=\arccos x\;\;} {\displaystyle \qquad \left(\;{\mbox{resp.}}\quad \operatorname {acos\,} x,\quad \cos ^{-1}x\;\right)} |
| Definiční obor   | {\displaystyle \langle -1,1\rangle } |
| Obor hodnot      | {\displaystyle \langle 0,\pi \rangle } |
| Omezenost        | Je omezená |
| Monotonie        | Je ryze klesající {\displaystyle \quad \Longrightarrow \quad } je prostá |
| Symetrie         | Není lichá ani sudá, ale graf je souměrný podle středu {\displaystyle (x,y)=\left(0,{\tfrac {\pi }{2}}\right)} |
| Periodicita      | Není periodická |
| Limity           | {\displaystyle \lim _{x\to 0}{\frac {{\frac {\pi }{2}}-\arccos x}{x}}=1\quad } tj. v okolí nuly je {\displaystyle {\mbox{arccos }}x\approx \left({\frac {\pi }{2}}-x\right)} |
| Inverzní funkce  | {\displaystyle x=\cos y} (kosinus) |
| Derivace         | {\displaystyle (\arccos x)'=-{\frac {1}{\sqrt {1-x^{2}}}}} |
| Integrál         | {\displaystyle \int \arccos x\,\mathrm {d} x=x\arccos x-{\sqrt {1-x^{2}}}+C} |
| Taylorova řada   | {\displaystyle \arccos x={\frac {\pi }{2}}-x-{\frac {1}{2}}{\frac {x^{3}}{3}}-{\frac {1\cdot 3}{2\cdot 4}}{\frac {x^{5}}{5}}-{\frac {1\cdot 3\cdot 5}{2\cdot 4\cdot 6}}{\frac {x^{7}}{7}}-\dots \qquad \|x\|<1\quad } |
| Významné hodnoty | {\displaystyle {\begin{array}{c\|ccc}x&-1&-{\frac {\sqrt {3}}{2}}&-{\frac {\sqrt {2}}{2}}&-{\frac {1}{2}}&0&{\frac {1}{2}}&{\frac {\sqrt {2}}{2}}&{\frac {\sqrt {3}}{2}}&1\\\hline \arccos x&\pi &{\frac {5\pi }{6}}&{\frac {3\pi }{4}}&{\frac {2\pi }{3}}&{\frac {\pi }{2}}&{\frac {\pi }{3}}&{\frac {\pi }{4}}&{\frac {\pi }{6}}&0\end{array}}} |

## Vzorce
{\displaystyle {\begin{array}{lcll}\arcsin x+\arccos x&=&{\frac {\pi }{2}}\\\arccos x+\arccos(-x)&=&\pi \\\arccos x+\arccos y&=&\left\{{\begin{array}{rl}\arccos \left(xy-{\sqrt {1-x^{2}}}{\sqrt {1-y^{2}}}\right),&x+y\geq 0\\2\pi -\arccos \left(xy-{\sqrt {1-x^{2}}}{\sqrt {1-y^{2}}}\right),&x+y<0\end{array}}\right.\\\arccos x-\arccos y&=&\left\{{\begin{array}{rl}-\arccos \left(xy+{\sqrt {1-x^{2}}}{\sqrt {1-y^{2}}}\right),&x\geq y\\\arccos \left(xy+{\sqrt {1-x^{2}}}{\sqrt {1-y^{2}}}\right),&x<y\end{array}}\right.\\\end{array}}}
{\displaystyle {\begin{array}{lcll}\arccos(\cos x)&=&x,&0\leq x\leq \pi \\\cos(\arccos x)&=&x\end{array}}}
{\displaystyle \arccos x=\int _{x}^{1}{\frac {\mathrm {d} t}{\sqrt {1-t^{2}}}},\quad 0<x<1}
{\displaystyle \arccos x={\frac {\pi }{2}}-{\frac {x\,{\sqrt {1-x^{2}}}}{1-\displaystyle {\frac {1\cdot 2\cdot x^{2}}{3-\displaystyle {\frac {1\cdot 2\cdot x^{2}}{5-\displaystyle {\frac {3\cdot 4\cdot x^{2}}{7-\displaystyle {\frac {3\cdot 4\cdot x^{2}}{9-\displaystyle {\frac {5\cdot 6\cdot x^{2}}{11-\dots }}}}}}}}}}}},\quad |x|<1}

## Příklad použití
Mějme goniometrickou rovnici:

{\displaystyle {\begin{array}{rcl}2\cos x&=&1\\\hline \cos x&=&{\frac {1}{2}}\\x&=&\arccos {\frac {1}{2}}\\\hline x&=&{\frac {\pi }{3}}\end{array}}}
S ohledem na periodicitu funkce {\displaystyle \cos x} jsou řešením původní rovnice také hodnoty:
{\displaystyle {\begin{array}{rrrrrrrlr}\dots ,&{\color {OliveGreen}{\frac {-11\pi }{3}}},&{\color {OliveGreen}{\frac {-5\pi }{3}}},&\mathbf {\frac {\boldsymbol {\pi }}{3}} ,&{\color {OliveGreen}{\frac {7\pi }{3}}},&{\color {OliveGreen}{\frac {13\pi }{3}}},&\dots &\qquad {\mbox{tj.}}\quad \color {OliveGreen}{x_{k}=}&\color {OliveGreen}{{\frac {\pi }{3}}+2k\pi },\;k\in \mathbb {Z} \\\dots ,&{\color {BrickRed}{\frac {-13\pi }{3}}},&{\color {BrickRed}{\frac {-7\pi }{3}}},&{\color {BrickRed}{\frac {-\pi }{3}}},&{\color {BrickRed}{\frac {5\pi }{3}}},&{\color {BrickRed}{\frac {11\pi }{3}}},&\dots &\qquad {\mbox{tj.}}\quad \color {BrickRed}{x_{k}=}&\color {BrickRed}{-{\frac {\pi }{3}}+2k\pi },\;k\in \mathbb {Z} \end{array}}}

## Graf
- Vznikne překlopením grafu funkce {\displaystyle y=\cos(x)} podle osy I. a III. kvadrantu.